# Piz Grialetsch
Il Piz Grialetsch (3.131 m s.l.m.) è una montagna delle Alpi dell'Albula nelle Alpi Retiche occidentali.

## Descrizione
Si trova in Svizzera (Canton Grigioni) in fondo alla Valle di Sertig.